# Villarrín de Campos
Villarrín de Campos község Spanyolországban,  Zamora tartományban. Villarrín de Campos Manganeses de la Lampreana, Granja de Moreruela, Santovenia, Villafáfila és Villalba de la Lampreana községekkel határos. Lakosainak száma 415 fő (2024).

## Népesség
A település népessége az utóbbi években az alábbiak szerint változott:
| Lakosok száma | 634  | 583  | 574  | 550  | 510  | 466  | 411  | 383  | 392  | 415  |
|               | 2001 | 2004 | 2007 | 2009 | 2012 | 2014 | 2017 | 2019 | 2022 | 2024 |